# Белорус (канонерская лодка)
«Белору́с» (бывшая польская Zaradna — Зарадна — Находчивая) — польская и советская речная канонерская лодка типа Z (Zaradna).

## История корабля
Канлодка построена в 1933 — 1935 годах в портовых мастерских Marynarka Wojenna в Пинске (Вторая Польская республика) под названием «Зара́дна» (пол. «Zaradna»). Вооружение состояло из 100-мм гаубицы образца 14/19 в башне на баке, а также 37-мм танковой пушки Пюто образца 1918 года и 7,92-мм пулемёта Гочкис в башенке от бронеавтомобиля Wz.34 в передней части надстройки. Вместе с двумя другими канонерками типа «Z» (пол. Zawzięta — будущая «Трудовой» и пол. Zuslawa) вошла в 1-й боевой дивизион речной флотилии ВМФ Польши.
В 1939 году в составе дивизиона была направлена на реку Струмень в район Лемешевичей, где вошла в группу подполковника Влодзимежа Клевшчиньского (пол. Wlodzimierz Klewszczyński), сформированную для защиты моста и переправы на участке Статычев — Стары Кони. 18 — 19 сентября 1939 года частично подорвана и затоплена экипажем на реке Струмень в районе села Кнубово после вступления Красной Армии в Западную Белоруссию.
5 ноября 1939 года канонерка поднята специальной группой ЭПРОН, на следующий день в 20:00 отведена буксиром Warszawa («Варшава») в Пинский порт, где её поставили на капитальный ремонт. В ходе ремонта надстройка была демонтирована и заменена меньшей по размеру бронированной рулевой рубкой. Орудийная башня была сдвинута назад, а 100-мм гаубицу в ней заменили двумя 76-мм орудиями УСВ и одним 76-мм зенитным орудием Лендера на корме. Вооружение дополняли три пулемёта «Максим».
Приказом № 0149 от 21 февраля 1941 года канонерка под наименованием «Белорус» включена в Пинскую военную флотилию (ПВФ). На начало Великой Отечественной войны находилась на верфи в Пинске и оставалась несамоходной. 28 июня, еще до эвакуации базы флотилии в Пинске, «Белорус» на буксире начал 28 июня переход в Киев для ремонта.
18 июля в районе села Береговая Слобода канонерка, еще не принимая участия в боевых действиях, была атакована шестью немецкими пикирующими бомбардировщиками и получила повреждения от осколков близко разорвавшихся бомб: были повреждены левый двигатель, зенитное 76-мм орудие и корабельная радиостанция, три краснофлотца получили ранение.
После ремонта на верфи завода имени И. В. Сталина, завершившемся 28 июля, канонерка была включена 4 августа в состав Киевского отряда речных кораблей ПВФ для действий на реке Днепр на флангах Киевского укрепленного района. 28 августа «Белорус» перевели в состав вновь сформированного Черниговского отряда ПВФ. 7 сентября по приказу командующего флотилией канонерка вышла из Киева в верховья реки. С 8 сентября «Белорус» в паре с монитором «Витебск» приступил к выполнению задания — не допустить переправы противника на левый берег реки Десна близ города Остёр и поддерживать действия 146-й стрелковой дивизии — в районе города Остёр. В целом бои оказались неудачными для советской стороны, и «Белорус» отходил вниз по течению в сторону Киева. 13-17 сентября канонерка вела обстрел противника в районе сёл Летки и Жукин, а затем Свиноедов и Верхней Дубечни, взаимодействуя с частями 27-го стрелкового корпуса 37-й армии Юго-Западного фронта.
Дальнейшая участь канонерской лодки «Белорус» официально не задокументирована. Но установлено, что канонерку либо затопил, либо бросил свой же экипаж в районе села Свиноеды при отходе 27-го стрелкового корпуса с рубежа реки Десна. 6 октября 1941 года она была исключена из списков ВМФ приказом № 00360.